# Ninnuam
Ninnuam ist eine schwedische Black- und Death-Metal-Band aus Katrineholm, die im Jahr 2001 unter dem Namen Yxa gegründet wurde.

## Geschichte
Die Band wurde im Jahr 2001 gegründet, wobei sie die ersten sieben Monate unter dem Namen Yxa, was das schwedische Wort für Axt ist, bekannt war. Die Gruppe bestand anfangs aus dem Gitarristen Kim Laakso, dem Gitarristen Robert Gustafsson, dem Bassisten Andreas „Lenny“ Jennische und dem Schlagzeuger Thord Brännkärr. Die Band war anfangs noch ohne Sänger, ehe Mattias Johansson, aka „Matte Hellcore“, zur Band kam und diesen Posten einnahm. Zur selben Zeit kam auch Robert Johansson als Keyboarder zur Besetzung. Die Band nannte sich daraufhin in Ninnuam um, wobei der Name aus dem Necronomicon entliehen wurde. 2002 kam Måns Jaktlund als neuer Bassist zur Besetzung, woraufhin die Band das Demo Scar Salvation aufnahm, das vier Lieder umfasste. Im Folgejahr unterzeichnete die Band einen Vertrag beim finnischen Label Low Frequency Records. Daraufhin nahm die Band ihr Debütalbum Process of Life Separation auf, das bei dem Label im Jahr 2003 in Skandinavien erschien. In den USA wurde das Album im Jahr 2004 über Crash Music vertrieben. Im Juli 2005 verließ Keyboarder Johansson die Besetzung. Im Jahr 2007 verließ Sänger Johansson die Band, um sich seiner anderen Band Centicore widmen zu können. Kurze Zeit später kam Sängerin Stephanie Rudert als passender Ersatz zur Gruppe. Auch Gitarrist Gustafsson verließ kurz darauf die Band und wurde durch Thomas Wahlberg ersetzt. 2009 verließ Sängerin Rudert die Band wieder. Nachdem Joakim Gustafsson als neuer Sänger zur Band gekommen war, nahm sie sechs neue Lieder für einen Nachfolger des Debütalbums auf. Im Jahr 2010 erschien ein Demo, das drei Lieder enthielt, worauf die Band aus dem Sänger Gustafsson, den Gitarristen Laakso und Wahlberg, dem Bassisten Jaktl und dem Schlagzeuger Brännkärr bestand. Im selben Jahr änderte sich die Besetzung der Band. Anfang 2011 folgte dann das nächste Album mit dem Bandnamen als Titel. Inzwischen ist Mattias Johansson zur Band zurückgekehrt, wobei er nun nicht mehr den Posten des Sängers, sondern den des Gitarristen ausübt.

## Stil
Laut Alex Henderson von Allmusic spiele die Band eine Mischung aus Black- und Death-Metal und sollte trotz der anfänglichen Verwendung eines Keyboarders nicht mit Symphonic Black Metal oder Melodic Death Metal verwechselt werden. Die Band sei stark durch Gruppen wie Dark Funeral, Slayer, Cradle of Filth, Obituary, Dimmu Borgir und frühen Entombed beeinflusst worden. Die Lieder würden oft den Satanismus behandeln, wobei es laut Gitarrist Laakso nicht die Aufgabe der Band sei, diese Ideologien zu predigen. Auf Process of Life Separation spiele die Band laut Melanie Aschenbrenner vom Metal Hammer eine unoriginelle Mischung aus Black- und Death-Metal, wobei der Einsatz von Blastbeats und der dezente Einsatz von Keyboards charakteristisch sei. Das Album handle von einem fiktiven ungeklärten Mordfall.

## Diskografie
- 2002: Scar Salvation (Demo, Eigenveröffentlichung)
- 2004: Process of Life Separation (Album, Low Frequency Records)
- 2010: Promo 2010 (Demo, Eigenveröffentlichung)
- 2011: Ninnuam (Album, Record Union)